# Káposztássy Béla
Káposztássy Béla (1970–) katolikus pap, teológus, tanár, liturgiaszakértő, Gyál és Felsőpakony jelenlegi plébánosa.

## Élete
Eredetileg művészi pályára készült. Az érettségi után egy hivatásgondozó lelkigyakorlatot végzett el, ami után a papi pálya mellett döntött. Teológiai tanulmányait a Pázmány Péter Katolikus Egyetemen és Rómában végezte.
1996 és 1999 között Gödöllőn káplán. 1999 és 2002 között plébános volt a Karancs-vidék néhány kis falvában (Nagybárkány, Kisbárkány, Márkháza és Nagykeresztúr), majd 2002-től 2008-ig Vecsés plébánosa lett. 2008 tavasza óta Szob plébánosa.
2006-os doktori disszertációjának címe és egyben témája: Liturgiatörténeti adatok Szókratész Szkholasztikosz és Küroszi Theodorétosz Egyháztörténetében. Teológiai tudományos szakterülete a liturgika, liturgikus művészet, liturgiatörténet.
A Magyar Liturgikus és Egyházzenei Intézet Liturgikus szekciójának szakreferense. A Váci egyházmegye Liturgikus Bizottságának tagja. A váci Apor Vilmos Katolikus Főiskola docense. Liturgikus és lelkiségi tantárgyakat tanít. 2012-től a Patrona Hungariae Gimnáziumban is tanít.

## Publikációi
- A liturgia teremtményi dimenziói és a lélek egészsége (Embertárs II. évfolyam I. szám 2004. március)
- Bűnbánat és közösség (Új Ember 2002. március 24.)
- Märtyrerfeste bei Eusebius von Caesarea (Folia Theologica Vol.13.)
- Egyetemes könyörgések az adventi és a karácsonyi idő köznapjaira; szerk. Káposztássy Béla; Új Ember, Bp., 2006

## Külső hivatkozások
- Adatlapja a Váci egyházmegye oldalán
- Keresztény Élet, 2000. november
- Káposztássy Béla magyarázata a Hírextra.hu-nak, hogy a pápa 2008. januárjában miért háttal a híveknek misézett[halott link]
- PPKE doktori disszertációk[halott link]